# Surfing

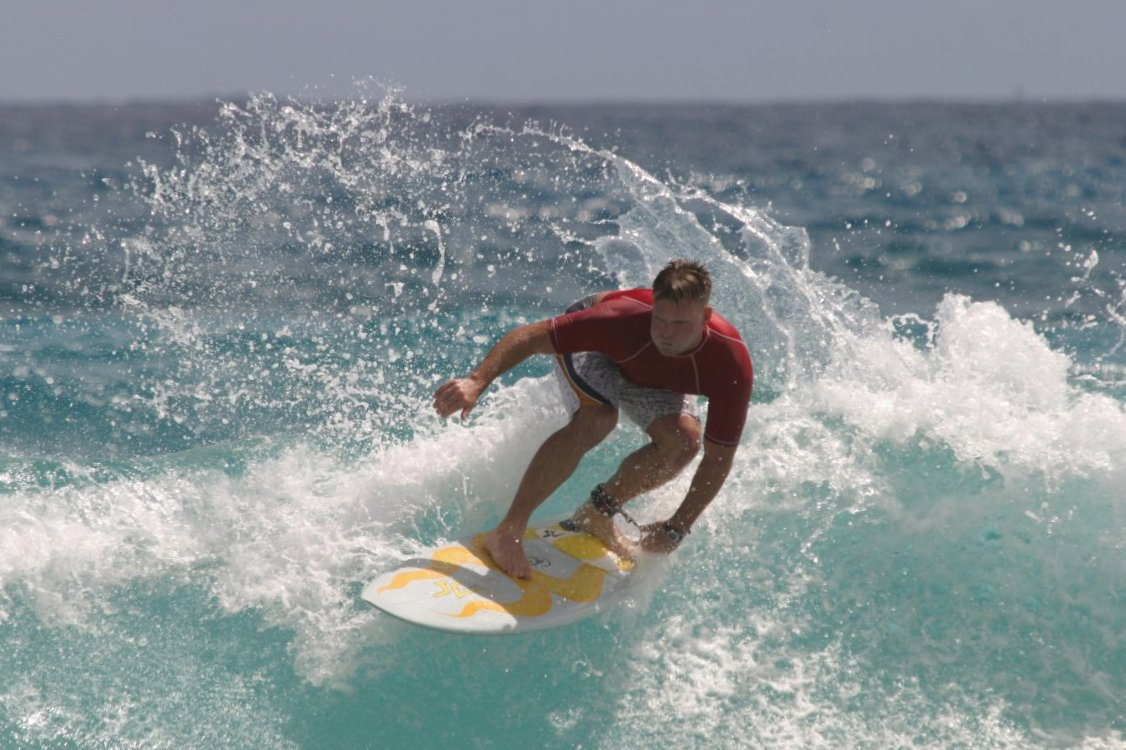
Surfing

Surfing – jazda (ślizg) na przystosowanej do tego specjalnej desce, unoszonej przez czoło fali morskiej. Największy efekt osiąga się na przybrzeżnych falach oceanicznych. Deska wyposażona w żagiel służy do uprawiania windsurfingu, deski do uprawiania kitesurfingu napędzane są rodzajem latawca – paralotni. Jednym z rodzajów surfingu jest bodyboard, czyli ślizg na desce w pozycji leżącej.

## Historia
Najstarsze zapiski na jej temat pochodzą z 1778 roku, kiedy to kapitan James Cook podczas swojej trzeciej ekspedycji po Pacyfiku odbył pierwszą udokumentowaną wizytę Europejczyka na Hawajach. W relacji Charlesa Clerke'a (dowódcy statku „Discovery”, uczestniczącego w ekspedycji), znalazł się opis mieszkańców wysp, którzy na ówczesnych deskach surfingowych ujeżdżali fale w zatoce Kealakekua. Korzenie jazdy na falach sięgają jeszcze dalej. Znaleziono przykłady podobnych aktywności w okolicach Nowej Zelandii i Tahiti, co wskazuje na to, że najprawdopodobniej wywodzi się ona z Polinezji. Uważa się, że Polinezyjczycy przybyli na Hawaje około IV wieku n.e. Przybysze musieli mieć niezwykłe obycie z wodą i przywieźli ze sobą wszystkie tradycje i zwyczaje, w tym pływanie na deskach.
Dzięki twórczości Jacka Londona, pokazom pływania George'a Freetha w Kalifornii sport stał się popularny. W 1908 roku powołano Hawaiian Outrigger Canoe Club, pierwsze stowarzyszenie mające na celu popularyzację surfingu.
Ważną postacią w historii surfingu był George Freeth (1883-1919), potomek królewskiej rodziny z Hawajów oraz Irlandczyka. Jako nastolatek sam uczył się sztuki tradycyjnego polinezyjskiego surfowania oraz rzeźbienia desek na plaży Waikīkī. W 1907 r. znany angielski przemysłowiec przebywając podczas swoich wakacji na Hawajach spotkał Freetha, i zauroczony sztuką „chodzenia po wodzie” namówił go na przyjazd do Redondo Beach w Kalifornii w celu promowania należących do niego atrakcji turystycznych. Przyjazd Freetha do Stanów Zjednoczonych okazał się milowym krokiem w ekspansji surfingu na całym świecie. Freeth pozostał w Kalifornii, gdzie nauczał wielu przyszłych mistrzów surfingu. Zasłynął nie tylko z faktu, że był pierwszym w historii profesjonalnym surferem, ale również pierwszym w historii ratownikiem na Oceanie Spokojnym.
George Freeth wywarł wielki wpływ na pisarza Jacka Londona. W roku 1911 London napisał o surfingu w książce „The Shark Hunt”, czym przyczynił się do popularyzacji surfingu nie tylko na Hawajach, ale i w Kalifornii. Wśród publikacji Londona na temat surfingu znalazła się również książka „Surfing królewski – sport dla naturalnych królów ziemi”.
W tej samej dekadzie, co George Freeth, urodził się Duke Kahanamoku (1890-1968), złoty medalista w pływaniu na dystansie 100 metrów w 1912 i 1916 roku, nazywany obecnie „jednym z ojców współczesnego surfingu”. Dzięki swoim pokazom na całym świecie i znajomościach w Hollywood spopularyzował tę dyscyplinę w Stanach Zjednoczonych i Australii. Duke urodził się i wychował na wyspie Oʻahu w królewskiej hawajskiej rodzinie. Jako nastolatek porzucił szkołę i zajmował się naprawianiem sieci, surfowaniem, pływaniem oraz rzeźbieniem desek. W 1911 roku założył pierwszy klub surfingowy w historii o nazwie Hui Nalu, gdzie słowo Hui oznacza organizację, a Nalu – surfing. Klub ten istnieje do dziś prowadzony przez Hawajczyków kontynuujących tradycje założyciela.
Do ojców surfingu można zaliczyć również Thomasa Edwarda Blake'a (1902-1994). Uchodzi on za osobę, która z pierwotnego stylu pływania na desce uczyniła nowoczesny sport, będący zarazem sposobem na życie. Blake urodził się w Wisconsin, skąd po ukończeniu szkoły średniej wyruszył do Detroit, gdzie po raz pierwszy miał styczność ze słynnym już wówczas surferem Duke'em Kahanamoku. Zafascynowany siłą i sposobem, w jaki tamten opisywał pływanie na falach, zdecydował poświęcić temu swoje życie.
W latach 20. XX wieku surfing dopiero zaczynał być znany. Powstały pierwsze stowarzyszenia, jednakże duże nieporęczne deski, trudne do manewrowania, ważące więcej niż 45 kilogramów nie sprzyjały jego popularyzacji. Blake był człowiekiem niezwykle zręcznym fizycznie, ale i posiadającym wizję. W roku 1926 odkrył kilka starożytnych hawajskich desek zachowanych w przechowalni w Honolulu's Bishop Museum. Z niesłychaną precyzją stworzył ich repliki. Deska stworzona przez Tomasa Blake'a, lekka i technologicznie bardzo zaawansowana jak na lata 20. XX wieku stanowiła przełom w technologii tworzenia desek surfingowych. Lekkie wydrążone deski Blake'a (nazywane „cigar boxes” albo „Hawaiian Hollow Surfboard”) w bardzo szybkim czasie uczyniły surfing dostępnym dla większej ilości osób. Deski Blake'a były pierwszymi deskami surfingowymi produkowanymi na skalę przemysłową najpierw przez Thomas N. Rogers Company of Venice, Kalifornia, a następnie przez the Los Angeles Ladder Company. W latach 30 i 40. surferzy mogli wybierać pomiędzy dwoma modelami desek.
Aby uczynić deskę bardziej stabilną, Blake stworzył i opatentował stateczniki – płetwy przyczepiane u spodu deski. Pomysł ten został doceniony dopiero na początku lat 40., kiedy to Bob Simmons, Joe Quigg oraz inni surferzy zaczęli ich używać. Blake opatentował stworzoną przez siebie deskę i w krótkim czasie wszystkie profesjonalne, używane w zawodach deski były zrobione na wzór Hawaiian Hollow Surfboard. Podczas swoich licznych podróży na Hawaje poznawał ludzi, ich społeczność, kulturę i ziemię. W roku 1935 napisał książkę noszącą tytuł „Hawaiian Surfboard”, dzięki której przetrwały do czasów współczesnych legendy i informacje dotyczące roli surfingu w okresie pierwszych europejskich podróży na Hawaje oraz wczesnej kultury hawajskiej.
Thomas Blake wraz z Duke'em Kahanamoku zostali honorowymi członkami galerii sław surfingu.
Lorrin "Whitey" Harrison (1913-1993) w 1932 roku przepłynął na desce surfingowej z Kalifornii do Honolulu. Harrison, podobnie jak inny ówczesny surfer – Presto Patterson – stał się nie tylko znanym surferem, ale także człowiekiem innych sportów wodnych: żeglarzem, nurkiem, służył również jako ratownik. Okres jego największych osiągnięć przypada na lata 1920-1950. Wraz z Pattersonem surfował głównie na Hawajach. Jako pierwszy wprowadził style stania na desce, nie zaś wyłącznie leżenia. Wzorowali się na nich wszyscy surferzy powojenni.
Przełom nastąpił w latach 40., kiedy to Woody Brown, amerykański pilot, osiedlił się na Hawajach i zafascynowany sportami wodnymi wykorzystał swoją wiedzę z dziedziny aero- i hydrodynamiki, konstruując udoskonaloną wersję deski surfingowej.
Moda na surfing wybuchła jednak po 1953 roku, gdy w kalifornijskich gazetach pojawiło się zdjęcie trzech surferów na gigantycznej fali. Za sprawą tego na Hawajskie plaże przybyło wielu Kalifornijczyków.
Bob Simmons, gwiazda surfingu lat 50., ślizgał się na nowych rewolucyjnych deskach z poliestru, które na zawsze zmieniły tę dyscyplinę. Od tamtej pory surfing nie był już tylko sportem uprawianym między falami, lecz także sposobem na życie. Simmons miał wpływ na kształtowanie się charakteru wielu młodych surferów, takich jak Grell Noll, Pat Curren czy Mickey Dora.
Pierwsza deska surfingowa z drzewa balsamicznego została przywieziona do Europy przez Petera Viertela w roku 1957. Zapoczątkowało to rozwój i produkcję sprzętu surfingowego w Europie. Zaczęły powstawać pierwsze surf campy na wybrzeżu. Biarritz stało się europejską stolicą surfingu. W kwietniu roku 1956 na Grand Plage w Biarritz, po przerwie zimowej spotkali się przyjezdni surferzy z obydwu wybrzeży Bidassoa, ale również najlepsi Francuzi i Europejczycy. W lipcu tego samego roku odbyły się tam pierwsze zawody i mistrzostwa surfingu Francji.
Lata 60. to rozwój i początki popularyzacji surfingu w południowo-zachodniej Francji. Od tej pory każdego lata odbywa się tam Biarritz Surf Festival, który gromadzi w Biarritz wszystkie wielkie nazwiska longbordu (miłośników długiej deski).
Od tamtego czasu sport ten zaczął się dynamicznie rozwijać.